# Vladimir Baldovici
Vladimir Baldovici (n. 23 aprilie 1967, satul Nemțeni, raionul Hîncești) este un inginer din Republica Moldova, care a îndeplinit funcția de ministru în Guvernul Zinaida Greceanîi.

## Biografie
Vladimir Vladimirovici Baldovici s-a născut la data de 23 aprilie 1967 în satul Nemțeni din raionul Hîncești, aflat pe malul Prutului. Părinții săi erau învățătorii Vladimir și Caterina Baldovici de la școala din satul natal. Este unul dintre cei trei copii ai familiei. La sfatul părinților săi, a urmat un an de studii la Facultatea de medicină generală din Chișinău, dar a renunțat la studii deoarece nu îi plăcea medicina.
A dorit să se înscrie la Facultatea de comerț exterior din Moscova, dar a renunțat din cauza concurenței de 14 candidați pe un loc. A urmat în perioada 1984-1990 cursurile Facultății de Construcții Industriale și Civile din cadrul Institutului Politehnic "Serghei Lazo" din Chișinău, obținând calificarea de inginer constructor.
După absolvirea facultății, începând din anul 1991 a lucrat ca antreprenor de construcții civile și industriale, precum și director comercial la ÎM „Meridian” (1991-1992) și SRL „IRIS” (1992-1994). Începând din anul 1994 a fost director al Companiei private „STAYER”. Întreprinderea condusă de el (“Stayer” SRL) a realizat activități de restaurare a mai multor obiective istorice și de arhitectură din Republica Moldova, dintre care menționăm următoarele: renovarea Mănăstirii Căpriana, executarea lucrărilor de reparație a Palatului Național din Chișinău, reconstruirea bisericii „Adormirea Maicii Domnului” din satul Donici (raionul Orhei), construirea clădirii băncii „Fincombank”, filiala Cahul (președintele căreia este Oleg Voronin, fiul lui Vladimir Voronin), a sediului „Moldtelecom” din satul Ivancea, raionul Orhei, a sediilor Uniunii Notarilor din Republica Moldova, Secției de hemodializă cronică pentru copii etc. La data de 25 iulie 2007, el a fost numit în funcția de director general al Agenției Construcții și Dezvoltarea Teritoriului.
În baza votului de încredere acordat de Parlament, prin Decret al Președintelui Republicii Moldova, la data de 31 martie 2008, Vladimir Baldovici este numit în funcția de ministru al construcțiilor și dezvoltării teritoriului în noul guvern format de Zinaida Greceanîi. La acest nou minister a fost alipit și concernul de stat "Apele Moldovei", pe care îl conduce fostul viceprimar de Chișinău, Veaceslav Iordan.
Ca recunoaștere a meritelor sale, Vladimir Baldovici a primit următoarele distincții:
- Ordinul bisericesc „Sf. Ștefan cel Mare”, gradul II (24 decembrie 2006) - conferit de Mitropolia Chișinăului și a întregii Moldove
- "Ordinul de Onoare" (august 2007) - conferit de președintele Republicii Moldova, Vladimir Voronin, pentru contribuție meritorie la restaurarea Complexului Monastic Căpriana [2].

Vladimir Baldovici este căsătorit și are trei copii.